# Деніел Квіллен
Деніел Грей «Ден» Квіллен (22 червня 1940 , Орандж, Нью-Джерсі  — 30 квітня 2011 , Сан-Франциско, Каліфорнія ) — американський математик, лауреат Філдсівської премії (1978).
З 1984 по 2006 рік він був Уейнфлет професором чистої математики в коледжі Магдалини (Оксфорд). Він знаменитий тим, що є «головним архітектором» вищої алгебраїчної К-теорії, за що він був нагороджений премією Коула в 1975 році і Філдсівською премією в 1978 році.

## Освіта та кар'єра
Квіллен народився в Орандж, штат Нью-Джерсі. Він вступив до Гарвардського університету, де отримав ступінь бакалавра (1961) і захистив кандидатську дисертацію (1964) під керівництвом Рауля Ботта в області диференціальних рівнянь в частинних похідних.
Квіллен отримав місце в Массачусетському технологічному інституті після отримання докторського ступеня. Однак, він також провів кілька років у ряді інших університетів. Цей досвід виявився важливим у визначенні напряму його досліджень. Він відвідав Францію двічі: спочатку завдяки фонду Альфреда П. Слоуна в Париж, під час навчального року 1968-69, де він був під сильним впливом Гротендіка, а потім, протягом 1973-74, завдяки фонду Гуггенхайма. У 1969-70, він був запрошений членом Інституту перспективних досліджень в Прінстоні, де він потрапив під вплив Майкла Атія.
У 1978 році Квіллен отримав медаль Філдса на Міжнародному конгресі математиків, який відбувся в Гельсінкі.
Його учнями є Кеннет Браун, Говард Хіллер, Жанна Дюфло, Марк Бейкер, Варгхес Матхай (з яким він співпрацював над розробкою формалізму Матхай-Квіллена), та Яцек Бродськи.
Квіллен вийшов на пенсію в кінці 2006 року.

## Математичний внесок
Найзнаменитіший внесок Квіллена (конкретно згадується в його відзнаці медаллю Філдса) був в його формулюванні вищої алгебраїчної К-теорії в 1972 році, проблема, яка мучила математиків як тільки алгебраїчна К-теорія вперше була сформульована. Цей новий інструмент, який формулюється в термінах теорії гомотопії, виявився успішним в розробці та вирішенні основних проблем в області алгебри, зокрема, в теорії кілець та теорії модулів. У загальнішому плані, Квіллен розробив інструменти (особливо свою теорію моделі категорії), які дали можливість застосувати алгебро-топологічні інструменти в інших контекстах.
До новаторської роботи по визначенню вищої алгебраїчної К-теорії, Квіллен працював на гіпотезою Адамса, яка була сформульована Франком Адамсом в теорії гомотопії. Його доказ гіпотези використовував методи з теорії модульного представлення груп, яку він згодом застосував для роботи над когомологією груп і алгебраїчною К-теорією. Він також працював над комплексним кобордізмом, показавши, що його формальний груповий закон по суті є універсальним.
У пов'язаній роботі, він також дав доказ гіпотези Серра про тривіальность алгебраїчних розшарувань в афінному просторі.
Він також є автором (разом з Деннісом Салліваном) теорії раціональної гомотопії.

## Вибрані публікації
- Quillen, D. (1969), Rational homotopy theory, Annals of Math, Annals of Mathematics, 90 (2): 205—295, JSTOR 10.2307/1970725